# Goondiwindi
Goondiwindi – miasto w Australii, w stanie Queensland.